# Strmec (Sveta Nedelja)
 Strmec  falu Horvátországban Zágráb megyében. Közigazgatásilag Sveta Nedeljához tartozik.

## Fekvése
Zágráb központjától 16 km-re nyugatra, községközpontjától 2 km-re északkeletre, az A2-es és A3-as autópálya között fekszik. Határában sok erdő év tó található, ezért a horgászok és vadászok egyik kedvelt helye. 

## Története
A településnek 1857-ben 508, 1910-ben 1138 lakosa volt. Trianon előtt Zágráb vármegye Szamobori járásához tartozott. 1910 és 1991 között Strmec Samoborski volt a hivatalos neve. Kedvező fekvése miatt lakosságának száma intemzíven nő, 30 év alatt több mint megduplázódott. Kiépült a telefon, az úthálózat, a víz- és csatornarendszer. 2011-ben a falunak már 3886 lakosa volt.

## Lakosság
| Lakosság változása | Lakosság változása | Lakosság változása | Lakosság változása | Lakosság változása | Lakosság változása | Lakosság változása | Lakosság változása | Lakosság változása | Lakosság változása | Lakosság változása | Lakosság változása | Lakosság változása | Lakosság változása | Lakosság változása | Lakosság változása |
| ------------------ | ------------------ | ------------------ | ------------------ | ------------------ | ------------------ | ------------------ | ------------------ | ------------------ | ------------------ | ------------------ | ------------------ | ------------------ | ------------------ | ------------------ | ------------------ |
| 1857               | 1869               | 1880               | 1890               | 1900               | 1910               | 1921               | 1931               | 1948               | 1953               | 1961               | 1971               | 1981               | 1991               | 2001               | 2011               |
| 508                | 635                | 678                | 836                | 1025               | 1138               | 1118               | 1307               | 1436               | 1503               | 1545               | 1733               | 2410               | 2704               | 3012               | 3886               |

## Külső hivatkozások
- Sveta Nedelja weboldala
- Sveta Nedelja turisztikai egyesületének honlapja